# Асамблея фіно-угорських народів Республіки Башкортостан
Асамблея фіно-угорських народів Республіки Башкортостан (рос. Ассамблея финно-угорских народов Республики Башкортостан, башк. Башҡортостан Республикаһының фин-уғор халыҡтары ассамблеяһы) — громадська організація, створена з метою збереження та розвитку національної культури фіно-угорських народів Республіки Башкортостан (марійців, мордва, удмуртів тощо), зміцнення дружби між народами республіки.
Знаходиться у місті Уфа. Вищим органом управління є конференція, що скликається раз на 2 роки, а у період між конференціями — правління. Асамблея має зв'язки з Асамблеєю фіно-угорських народів Росії.

## Історія
Громадська організація була заснована 2005 року Марійською національно-культурною автономією Башкортостану «Ервел Марій», Мордовською національно-культурною автономією Башкортостану та Національно-культурним центром удмуртів Башкортостану. 2007 року Асамблея увійшла до складу міжнародної Молодіжної асоціації фіно-угорських народів
Голови Асамблеї:
- 2005—2012 — Микола Д. Герасимов
- з 2012 — Юлія Н. Герасимова

## Діяльність
Основними напрямками діяльності Асамблеї є координація роботи фіно-угорських громадських організацій, допомога у проведенні свят, фестивалів, конкурсів та інших заходів, що допомагають об'єднанню фіно-угорських народів.
За участі Асамблеї були організовані республіканські столи:
- «Свята фіно-угорських народів Башкортостану (традиційні форми, сучасний стан та перспективи відродження)» (село Мішкіно, 2006);
- «Культура та національний розвиток фіно-угорських народів Башкортостану» (місто Стерлітамак, 2007).

Асамблея брала участь у:
- Російсько-фінляндському проекті — етносоціологічному дослідженні «Про стан фіно-угорських народів Росії» (2005—2008) разом з Міжнародним консультативним комітетом фіно-угорських народів;
- 5-ому Всесвітньому конгресі фіно-угорських народів (місто Ханти-Мансійськ, 2008);
- 3-ому (місто Москва, 2005), 4-ому (місто Саранськ, 2009) та 5-ому (місто Саранськ, 2013) з'їздах Асоціації фіно-угорських народів Росії;
- 8-ому (місто Сиктивкар) та 9-ому (місто Гельсінки, 2013) конгресі міжнародної Молодіжної асоціації фіно-угорських народів;
- 6-ому з'їзді мордовського (мокшанського і ерзянського) народу (місто Саранськ, 2014);
- 12-ому з'їзді удмуртського народу (місто Іжевськ, 2012).

За підтримки Асамблеї 2008 року відбулась презентація книги А. З. Сайпушева «Волгенче гай умыр» («Життя, подібне блискавці», марійською мовою), присвяченої С. У. Уразбаєву — учаснику Жовтневої революції 1917 року, комісару колегії у справах марійців при Уфимській губернській раді. Також були проведені:
- республіканський конкурс виконавців мордовської пісні «Гайгиця вайгельть» («Дзвінкі голоси»), що проходив у селі Федоровка (2008, 2012);
- конкурс краси серед удмуртських дівчат «Чеберина» («Красуня»), що пройшов у селах Старий Варяш (2010) та Шудек (2011);
- свято мордовської культури (місто Уфа, 2009);
- фестиваль дитячої творчості удмуртських шкіл (присілок Тюльді, 2010);
- заходи, присвячені 160-річчя мордовського просвітителя, ученого, етнографа, автора першого букваря для мордва А. Ф. Юртова;
- міжрегіональний фестиваль-конкурс марійського танцю «Ший кандра» («Срібна мотузочка»), що проходив у Калтасинському районі (2013, 2014);
- удмуртські обрядові моління «Елен вось» (Бураєвський район, 2014);
- міжрегіональний дитячий творчий табір «Усточикар-2014»;
- виставка у жанрі концептуального етнофутуризма «У древніх марійців був рунопис…?» художника Георгія Калітова та фотографа Вадима Мадіярова;
- заходи щодо 450-річчя приєднання Башкортостану до Росії.

2009 року у Янаульському районі був встановлений бюст основоположнику марійського мовознавства В. М. Васильєву. 2012 року у селі Федоровка був створений мордовський історико-культурний центр «Село Федоровка».